# Isoeugenol
Isoeugenol är ett derivat av eugenol. Två isomera former av cis/trans-typ förekommer: den ena är en vätska, den andra kristaller. I handeln förekommande kvaliteter kan ibland innehålla en blandning av bägge isomera formerna.

## Fysiska egenskaper
- Partialtryck av isoeugenolånga 0,01 mm Hg vid 25 °C. Ångan är tyngre än luft.
- Flampunkt 112 °C [2]
- Brytningsindex 1,572…1,578 vid 20 °C.

## Naturlig förekomst[1]
Lukten hos isoeugenol liknar i hög grad lukten från kryddnejlika, som mycket riktigt har en hög halt av isoeugenol. Ett stort antal växter har visat sig innegålla isoeugenol, bland vilka kan nämnas:
| - Basilika - Dill - Gardenia - Ilang‑ilang - Jonkvill - Kalmus - Kanel | - Muskotblomma - Muskotnöt - Petunia - Salvia - Sandel - Tuberos - Tobak |

## Användning
- Ingrediens i parfymer, doftämne i tvål och rengöringsmedel
- Smakämne i drycker och tuggummi
- Råämne för tillverkning av vanillin. Notabelt är att processen industriellt kan drivas även i omvänd riktning, det vill säga isoeugenol kan framställas med vanillin som råämne.[2]
- Vissa insekter attraheras av lukten. Detta kan utnyttjas för att locka insekter av oönskat slag till en insektsfälla, där insekten tas av daga.

## Klassifikationer
- WGK (Tyskland) = 3
- EG-nummer 202-590-7
- Pubchem 7338

## Hälsofaror (R) och säkerhetsföreskrifter (S)
| EU-beteckning | Problem |
| ------------- | --- |
| R22           | Irriterande vid förtäring                                                                                           |
| R36           | Irriterande för ögon                                                                                                |
| R37           | Irriterande för andningsorganen                                                                                     |
| R38           | Irriterande för huden                                                                                               |
| R43           | Kan skapa allergi vid hudkontakt                                                                                    |
| S02           | Förvaras oåtkomligt för barn                                                                                        |
| S24           | Skydda hud |
| S25           | Se upp för stänk i ögonen                                                                                           |
| S26           | Om isoeuginol hamnat i ögonen, skölj omedelbart och försiktigt med stora mängder vatten. Kontakta sjukvårdspersonal |
| S37           | Använd ändamålsenliga handskar                                                                                      |
| S39           | Använd skyddsglasögon och ansiktsskydd                                                                              |